# (2169) Taiwan
(2169) Taiwan (1964 VP1) – planetoida z pasa głównego asteroid okrążająca Słońce w ciągu 4,66 lat w średniej odległości 2,79 au. Odkryta 9 listopada 1964 roku.